# New River Lagoon
New River Lagoon är en sjö i Belize. Den ligger i distriktet Orange Walk, i den centrala delen av landet, 50 km norr om huvudstaden Belmopan.